# Annalena Rieke
Annalena Rieke (Steinbeck, 10 gennaio 1999) è una calciatrice tedesca, centrocampista offensivo della Roma.

## Carriera

### Club
Rieke si appassiona al gioco del calcio fin da giovanissima, iniziando l'attività agonistica con il locale club Grün-Weiß Steinbeck 1930 all'età di sei anni, giocando nelle sue formazioni giovanili miste fino ai 14 anni, per poter poi proseguire, come da regolamento federale, in una squadra interamente femminile, trasferendosi al Gütersloh nel 2013.
Dopo le prime due stagioni, trascorse nella selezione B-Jugend (under 17), grazie alle buone prestazioni espresse nella giovanile dall'estate 2015 è stata aggregata alla prima squadra iscritta al campionato di 2. Frauen-Bundesliga, livello cadetto del campionato tedesco di categoria, nel girone nord. A disposizione del tecnico Christian Franz-Pohlmann, fa il suo debutto, da titolare, il 13 settembre, alla 3ª giornata di campionato, nella sconfitta esterna per 2-1 con il Lübars, marcando in seguito altre 10 presenze.
Durante la sessione estiva di calciomercato 2016 segue il tecnico allo Jena, ma la sua prima stagione con il club di Jena si rivela complicata. Dopo il suo esordio con la nuova maglia del 4 settembre 2016, all'età di 17 anni, scesa in campo all'80' in sostituzione di Ivana Rudelić nella promettente vittoria esterna  per 2-0 sul Bayer Leverkusen della 1ª giornata di campionato, le seguenti 6 sconfitte convincono la società a esonerare Pohlmann dopo l'8ª giornata e affidare la panchina a Katja Greulich che le concede meno spazio ritenendo più utile il suo precorso formativo con lo Jena II in 2. Frauen-Bundesliga. La stagione seguente Greulich la impiega con maggior frequenza, con Rieke che sigla il suo primo gol in Bundesliga aprendo le marcature nell'incontro con il Werder Brema della 2ª giornata, terminato poi 2-2, andando a rete anche in Coppa, anche qui aprendo le marcature, nella vittoria per 3-0 con il Magdeburger FFC. Nel frattempo sopraggiungono dei problemi fisici che ne condizioneranno la disponibilità e la possibilità di essere impiegata con alti carichi di lavoro negli anni seguenti.
Il 13 luglio 2018 viene annunciato il suo arrivo all'SGS Essen, con il quale firma un contratto biennale, ma per la prima stagione con il nuovo club viene aggregata alla squadra riserve maturando solo 7 presenze nel girone nord del campionato cadetto.

## Statistiche

### Presenze e reti nei club
Statistiche aggiornate al 19 giugno 2025.
| Stagione         | Squadra          | Campionato       | Campionato | Campionato | Coppe nazionali | Coppe nazionali | Coppe nazionali | Coppe continentali | Coppe continentali | Coppe continentali | Altre coppe | Altre coppe | Altre coppe | Totale | Totale |
| Stagione         | Squadra          | Comp             | Pres       | Reti       | Comp            | Pres            | Reti            | Comp               | Pres               | Reti               | Comp        | Pres        | Reti        | Pres   | Reti   |
| ---------------- | ---------------- | ---------------- | ---------- | ---------- | --------------- | --------------- | --------------- | ------------------ | ------------------ | ------------------ | ----------- | ----------- | ----------- | ------ | ------ |
| 2015-2016        | Gütersloh        | 2.FB             | 11         | 0          | CG              | 1               | 0               | -                  | -                  | -                  | -           | -           | -           | 12     | 0      |
| 2016-2017        | Jena             | FB               | 3          | 0          | CG              | -               | -               | -                  | -                  | -                  | -           | -           | -           | 3      | 0      |
| 2017-2018        | Jena             | FB               | 7          | 1          | CG              | 1               | 1               | -                  | -                  | -                  | -           | -           | -           | 8      | 2      |
| Totale Jena      | Totale Jena      | Totale Jena      | 10         | 1          | -               | 1               | 1               | -                  | -                  | -                  | -           | -           | -           | 11     | 2      |
| 2018-2019        | SGS Essen        | BL               | 0          | 0          | CG              | -               | -               | -                  | -                  | -                  | -           | -           | -           | 0      | 0      |
| 2019-2020        | Gütersloh        | 2.FB             | 11         | 7          | CG              | 4               | 2               | -                  | -                  | -                  | -           | -           | -           | 15     | 9      |
| 2020-2021        | Gütersloh        | 2.FB             | 14         | 10         | CG              | 2               | 1               | -                  | -                  | -                  | -           | -           | -           | 16     | 11     |
| 2021-2022        | Gütersloh        | 2.FB             | 23         | 14         | CG              | 2               | 2               | -                  | -                  | -                  | -           | -           | -           | 25     | 16     |
| Totale Gütersloh | Totale Gütersloh | Totale Gütersloh | 59         | 31         | -               | 9               | 5               | -                  | -                  | -                  | -           | -           | -           | 68     | 36     |
| 2022-2023        | SGS Essen        | BL               | 18         | 0          | CG              | 3               | 0               | -                  | -                  | -                  | -           | -           | -           | 21     | 0      |
| 2023-2024        | SGS Essen        | BL               | 21         | 5          | CG              | 4               | 1               | -                  | -                  | -                  | -           | -           | -           | 25     | 6      |
| 2024-2025        | SGS Essen        | BL               | 19         | 4          | CG              | 1               | 0               | -                  | -                  | -                  | -           | -           | -           | 20     | 4      |
| Totale SGS Essen | Totale SGS Essen | Totale SGS Essen | 58         | 9          | -               | 8               | 1               | -                  | -                  | -                  | -           | -           | -           | 66     | 10     |
| 2025-2026        | Roma             | A                | -          | -          | CI              | -               | -               | UWCL               | -                  | -                  | SI+AWC      | -           | -           | -      | -      |
| Totale carriera  | Totale carriera  | Totale carriera  | 127        | 41         | -               | 18              | 7               | -                  | -                  | -                  | -           | -           | -           | 145    | 48     |

## Palmarès

### Nazionale
- Campionato d'Europa under 17: 1

2016